# Tom és Jerry – Az elveszett sárkány
A Tom és Jerry – Az elveszett sárkány (eredeti cím: Tom and Jerry: The Lost Dragon) 2014-ben megjelent amerikai 2D-s számítógémes animációs film, amely Tom és Jerry című videofilmsorozat tizedik része. Az animációs játékfilm rendezői és producerei Spike Brandt és Tony Cervone. A forgatókönyvet Brian Swenlin írta, a zenéjét Michael Tavera szerezte. A videofilm a Turner Entertainment és a Warner Bros. Animation gyártásában készült, a Warner Home Video forgalmazásában jelent meg. Műfaja fantasy filmvígjáték. Amerikában 2014. szeptember 2-án, Magyarországon 2014. szeptember 16-án adták ki DVD-n.

## Történet
A kaland akkor veszi kezdetét, amikor Tom és Jerry egy titokzatos fénylő tojásra bukkannak. Nem is sejtik, hogy a tojást tolvajok lopták el egy hatalmas tűzokádó sárkánytól! Hamarosan kikel a kis sárkánybébi, és Tomot választja pótmamájának. A dühös édesanya mindenre elszántan keresi picinyét, ám valaki megelőzi: Drizelda, a gonosz boszorkány, aki saját sötét céljai érdekében elrabolta a kicsit. Nagy hatalmú szövetségeseikkel és állat barátaikkal az oldalukon Tom és Jerry foggal-karommal harcolnak, hogy megállítsák a boszorkányt, és visszajuttassák a kis sárkányt az igazi mamájához.

## Szereplők
| Szereplő                          | Eredeti hang      | Magyar hang       |
| --------------------------------- | ----------------- | ----------------- |
| Tom                               | N/A               | Kossuth Gábor     |
| Jerry                             | N/A               | N/A               |
| Athena                            | Kelly Stables     | Csifó Dorina      |
| Gyerek Athena                     | Kelly Stables     | Vida Sára         |
| Szuszi, a sárkánybébi             | Kelly Stables     | Sipos Eszter Anna |
| Drizelda, a gonosz boszorkány     | Vicki Lewis       | Kiss Erika        |
| Haldorf                           | Jim Cummings      | Harsányi Gábor    |
| Eladó                             | Jim Cummings      | Törköly Levente   |
| Emily, az idősebb tündér felesége | Laraine Newman    | Kokas Piroska     |
| Tin                               | Greg Ellis        | Karácsonyi Zoltán |
| Pan                               | Jess Harnell      | Elek Ferenc       |
| Alley                             | Richard McGonagle | Zöld Csaba        |
| Az idősebb tündér                 | Wayne Knight      | Forgács Gábor     |
| Buster, a vaddisznó               | Dee Bradley Baker | Bolla Róbert      |
| Tündérfiú                         | Dee Bradley Baker | Baráth István     |

## Televíziós megjelenések
- TV2